# Waddington (hrabstwo St. Lawrence)
Waddington – wieś w Stanach Zjednoczonych, w stanie Nowy Jork, w hrabstwie St. Lawrence.